# 福島為基
福島 為基（ふくしま ためもと）は、戦国時代から安土桃山時代の武将。

## 経歴
福島氏は摂津源氏の末流を称し、戦国時代には遠江国に住んで今川氏に従った一族で、久島氏と書く場合もある。為基も今川義元・氏真の二代に仕えた。同じく今川氏に仕えた駿河国の岡部氏は親類関係にあった。
永禄12年（1569年）徳川家康が今川氏真を降すと、家康は旧知だった為基を200俵で召し抱えて側近とし、浴室番を務めた。また家康の使者として北条氏照と通交している。天正9年（1581年）高天神城の戦いでは、敵方に岡部正綱があったためその降伏を仲介している。天正12年（1584年）小牧・長久手の戦いでは岡部長盛の補佐役として活躍し、長盛が武功を立てると為基もまたその働きを称された。家康が駿府城に移るとその普請を担当し、次いで天正18年（1590年）江戸城に移ると城下の地割奉行を務めた。